# Paplži
Paplži (lat. Amphineura) jsou primitivní měkkýši. Tělo je okurkové, ale i dlouhé, červovité, často mírně zploštělé. Dorsální flexe se ještě neprojevuje – ústa i anus jsou terminální. Tělo pokrývá ostnitá kutikula. V nejprimitivnějších případech obsahuje vápenaté spikuly, u chroustnatek je na hřbetní straně vytvořena zvláštní schránka ze štítků. Hlava je slabě diferencovaná, nemají oči, tykadla ani statocysty. Nervová soustava je ještě v podstatě žebříčková. Podkmen se dělí na 3 třídy, které mají asi 1 200 recentních druhů.

## Systematika
Podkmen: Paplži (Amphineura):
- Třída: chroustnatky (Polyplacophora)
- (-) červovci v širším smyslu (Aplacophora)
  - Třída: červovci v užším smyslu (Aplacophora, Solenogastres)
  - Třída: červovky (Caudofoveata)